# ماغنوس اولسن
ماغنوس اولسن (بالنرويجية البوكمول: Magnus Olsen)‏ هو لغوي نرويجي، ولد في 28 نوفمبر 1878 في آرندال في النرويج، وتوفي في 16 يناير 1963 في أوسلو في النرويج.